# Longan
Der Longan-Baum (Dimocarpus longan) ist eine Pflanzenart aus der Gattung Dimocarpus innerhalb der Familie der Seifenbaumgewächse (Sapindaceae).

## Etymologie
Der Name Longan soll von der vietnamesischen Stadt Long-An stammen, wo heute noch Longans kultiviert werden, er bezeichnet vor allem die Früchte. Diese werden in Chinesisch 龍眼 / 龙眼 Pinyin lóngyǎn, wörtl.: „Drachenauge“ – als getrocknete Frucht bzw. deren Fruchtfleisch (TCM) wird es meist guiyuan (桂圓 / 桂圆) – genannt, in Kantonesisch long-ngan (Jyutping Lung4ngaan5), Lengkeng in Indonesien, Mata Kucing (wörtl. „Katzenauge“) in Malaysia, Lamyai (ลำไย) in Thailand, nhãn in Vietnamesisch (die Spezies Euphoria longana Lamk. heißt in Vietnamesisch „long nhãn“ – wörtl. „Drachen-Augen“), Mora in Singhalesisch (Sri Lanka) und in Tagalog ebenfalls „Longan“.

## Beschreibung

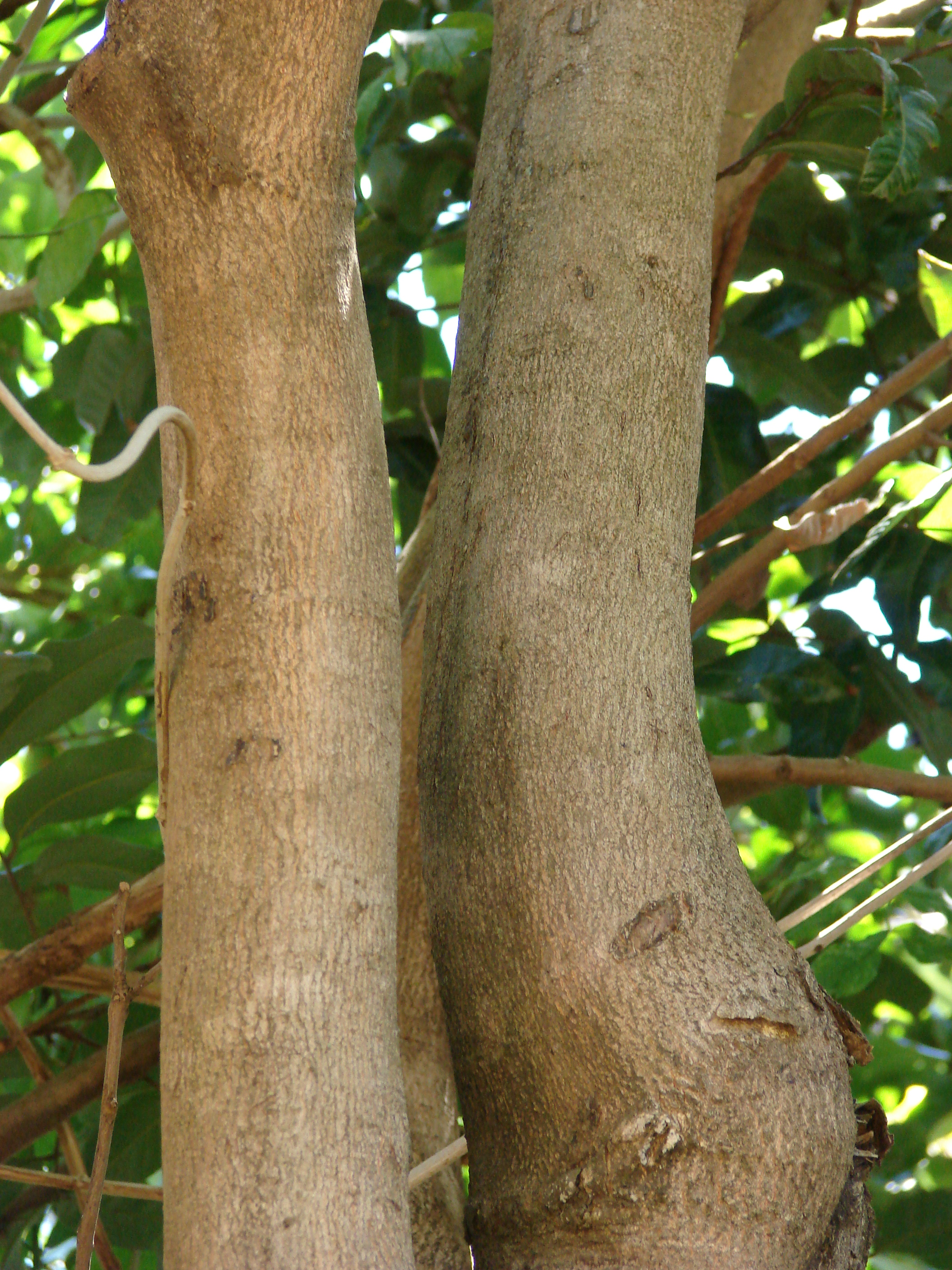
Borke

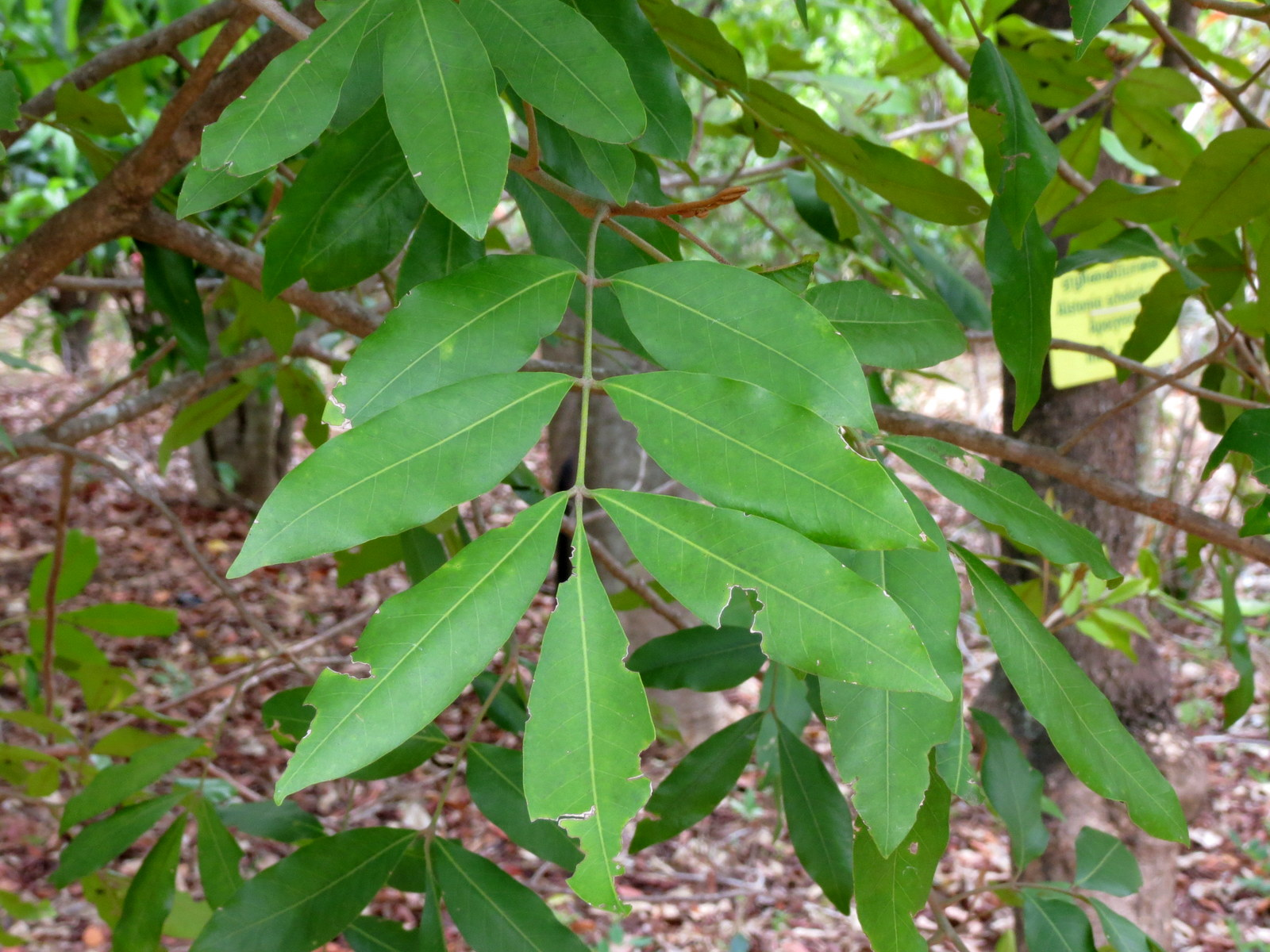
Gestieltes, unpaarig gefiedertes Laubblatt

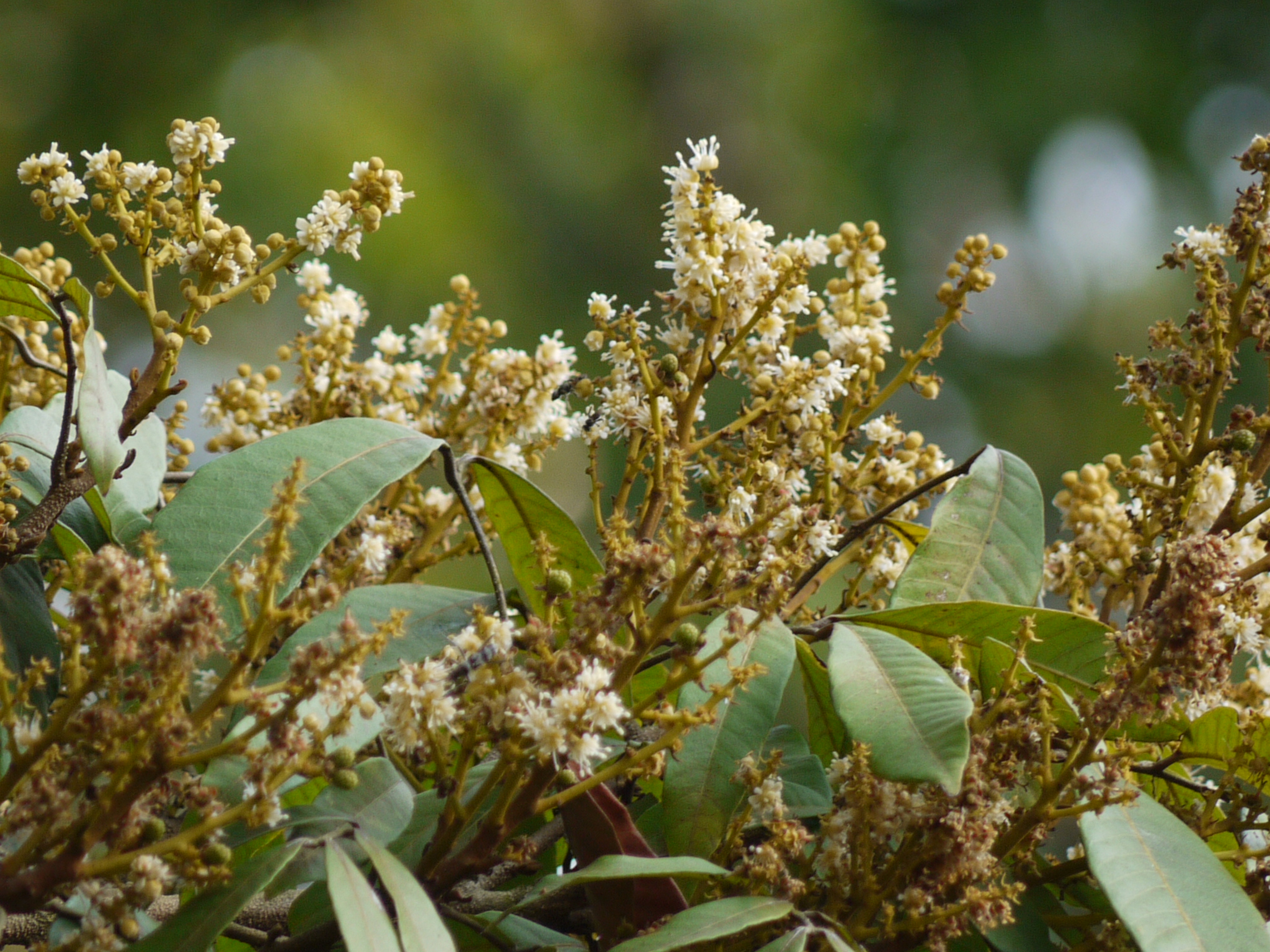
Blütenstände

### Vegetative Merkmale
Dimocarpus longan wächst als immergrüner Baum, der Wuchshöhen von 10 bis zu seltenen 40 Metern und einen Stammdurchmesser von etwa 1 Meter oder mehr erreicht.
Die wechselständig angeordneten Laubblätter sind in Blattstiel sowie Blattspreite gegliedert und insgesamt mindestens 15 bis 30 Zentimeter lang. Die unpaarig gefiederten Blattspreiten enthalten meist vier oder fünf (selten drei oder sechs) Fiederpaare. Die Stiele der eiförmigen bis -lanzettlichen oder lanzettlichen bis verkehrt-eilanzettlich Fiederblättchen sind kürzer als 5 Millimeter. Die etwas ledrigen, kahlen und ganzrandigen Fiederblättchen sind oft asymmetrisch, 6 bis 15 Zentimeter lang und 2,5 bis 5 Zentimeter breit. Sie sind oberseits glänzend und an der Spitze rundspitzig bis spitz, an der Basis sind sie spitz bis keilförmig. Die Keimblätter (Kotyledonen) sind dick.

### Generative Merkmale
Die end- oder achselständigen, großen und rispigen Blütenstände sind stark verzweigt und feinhaarig. Die funktionell eingeschlechtigen, kurz gestielten Blüten sind radiärsymmetrisch mit doppelter Blütenhülle. Die fünf becherförmig verwachsenen, fast ledrigen Kelchblätter sind etwa 2,5 Millimeter lang und auf beiden Seiten bräunlich wollig behaart. Die fünf Kronblätter sind milchig-weiß und fast gleich lang wie die Kelchblätter. In den männlichen Blüten sind acht Staubblätter mit haarigen Staubfäden oder bei den funktional weiblichen Blüten, kurze Staminodien vorhanden. Der Fruchtknoten ist oberständig, die Narbe ist zwei- bis dreilappig. Es ist ein Diskus vorhanden. Bei den männlichen Blüten kann ein Pistillode ausgebildet sein.
Die meist gelblich-braune oder manchmal gräulich-gelbe, fast kugelige, mehr oder weniger schorfig-wärzliche Frucht weist einen Durchmesser von 1,2 bis 3 Zentimeter auf. Die Samen besitzen einen weißlichen, fleischigen und durchscheinenden Arillode. Die Früchte haben einen süßen, sehr aromatischen Geschmack und ähneln mit ihrem Fruchtfleisch den Litschis, die ebenso weiß und sehr saftig sind, aber einen abweichenden eigenen Geschmack haben. Ähnlich wie bei der Weintraube hängen mehrere Früchte an einem Fruchtstand. Im Inneren jeder Frucht, deren brüchige, leicht ledrige, nicht essbare Schale am bequemsten durch Pressen zwischen Daumen und Zeigefinger geöffnet wird, ist ein glänzender dunkelroter (wie bei der Litschi) bis schwarzer harter Kern, Samen enthalten. Die Größe der Früchte ist mit der von großen Weintrauben oder Cocktail-Tomaten vergleichbar und liegt etwas unterhalb der Größe von Litschis.

## Verbreitung
Das ursprüngliche Verbreitungsgebiet von Dimocarpus longan erstreckt sich von Sri Lanka, Indien, Myanmar, Laos, Kambodscha, Thailand, Vietnam über die chinesischen Provinzen Guangdong, Guangxi, Hainan sowie Yunnan bis nach Malaysia, Indonesien sowie die Philippinen. Sie ist beispielsweise in Neuguinea ein Neophyt. Sie wird beispielsweise in Südchina sowie Taiwan und vielen anderen subtropischen Gebieten angebaut.
Longans (hier Longaniers genannt) sind auch auf Mauritius und auf Réunion (Franz. Überseedepartement) beliebt, wo sie die verwandte Litschi in ihrer Erntezeit ablöst.

## Systematik
Die Erstveröffentlichung von Dimocarpus longan erfolgte 1790 durch João de Loureiro in Flora cochinchinensis: sistens plantas in regno Cochinchina nascentes. Quibus accedunt aliæ observatæ in Sinensi imperio, Africa Orientali, Indiæque locis variis. Omnes dispositæ secundum systema sexuale Linnæanum. Ulyssipone. 1, S. 233. Synonyme für Dimocarpus longan Lour. sind: Euphoria longan (Lour.) Steudel, Euphoria longana Lam., Nephelium longana (Lam.) Cambessèdes.

## Verwendung

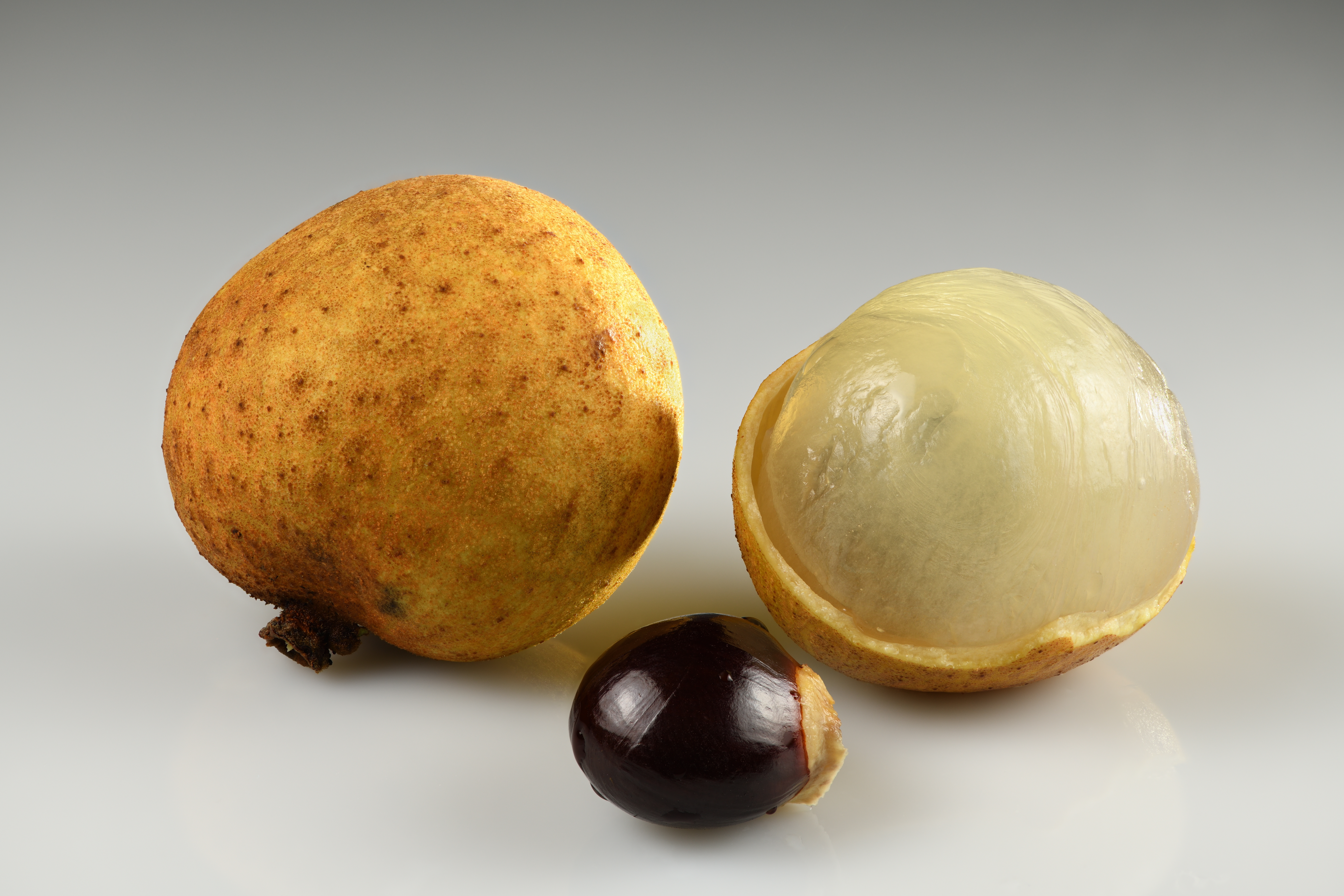
Longan-Früchte

Die Longan-Früchte werden frisch für Suppen, süß-saure Speisen, Snacks und Nachspeisen verwendet, können aber auch sehr gut konserviert werden. Hierfür werden Longans meist in der Sonne getrocknet, zum Teil aber auch mit Rauch. Durch den Trocknungsvorgang löst sich das Fruchtfleisch von der Schale und legt sich um den Kern. Zum Essen der getrockneten Früchte wird die dann brüchige Schale entfernt und der Kern mit dem getrockneten Fruchtfleisch gelutscht. Aus in der Sonne getrockneten Longans wird außerdem Limonade hergestellt.
Neben frischen Früchten werden in Europa Longans von der Schale befreit und entkernt in Dosen angeboten. Die Süße der in 'Light Sirup' konservierten Dosenfrüchte entspricht der von frischen Früchten, wenn sie auch deren Geschmack nicht ganz erreichen. Hierbei ist zu beachten, dass je nach Fall konservierte Longan Dosenfrüchte zusätzlich durch Zugabe von Zucker gesüßt sein können.